# Farina Automóveis
Farina Automóveis mit Sitz in Porto Alegre ist ein brasilianischer Hersteller von Automobilen.

## Unternehmensgeschichte
Das Unternehmen ist nach eigenen Angaben seit 50 Jahren als Autohandel aktiv. 2004 begann mit der Übernahme des Look die Produktion von Automobilen. Der Markenname lautet Farina.

## Fahrzeuge
Im Angebot steht ein VW-Buggy. Ein Fahrgestell von Volkswagen do Brasil, ein luftgekühlter Vierzylinder-Boxermotor und eine offene türlose Karosserie aus Fiberglas sind seine Details. Der Hersteller verwendet die Modellbezeichnung F 1600.